# Ammobaculinus
Ammobaculinus es un género de foraminífero bentónico de la subfamilia Ammobaculininae, de la familia Ammobaculinidae, de la superfamilia Recurvoidoidea, del suborden Lituolina y del orden Lituolida. Su especie tipo es Ammobaculinus recurvus. Su rango cronoestratigráfico abarca el Holoceno.

## Discusión
Clasificaciones previas hubiesen incluido Ammobaculinus en la superfamilia Haplophragmioidea, así como en el suborden Textulariina del orden Textulariida, o en el orden Lituolida sin diferenciar el suborden Lituolina.

## Clasificación
Ammobaculinus incluye a la siguiente especie:
- Ammobaculinus recurvus